# Balangiga
Balangiga é um município de  quarta classe de renda municipal (d) na província Samar Oriental, nas Filipinas. De acordo com o censo de 1 de maio  de  2020 possui uma população de 14 341 pessoas e 3 584 domicílios.